# 塔奈 (涅夫勒省)
塔奈（法語：Tannay，發音：[tanɛ] ⓘ）是法国涅夫勒省的一个市镇，属于克拉姆西区。

## 地理
塔奈（47°22'4"N, 3°35'30"E）面积15.36 平方千米，位于法国勃艮第-弗朗什-孔泰大區涅夫勒省，该省份为法国中部省份，北至约讷省，西北接卢瓦雷省，西接谢尔省，南至阿列省，东南接索恩-卢瓦尔省，东临科多尔省。
与塔奈接壤的市镇（或旧市镇、城区）包括：阿马济、塔隆、圣迪迪耶、弗莱-屈济、利镇、梅特莱孔特、圣日耳曼德布瓦。
塔奈的时区为UTC+01:00、UTC+02:00（夏令时）。

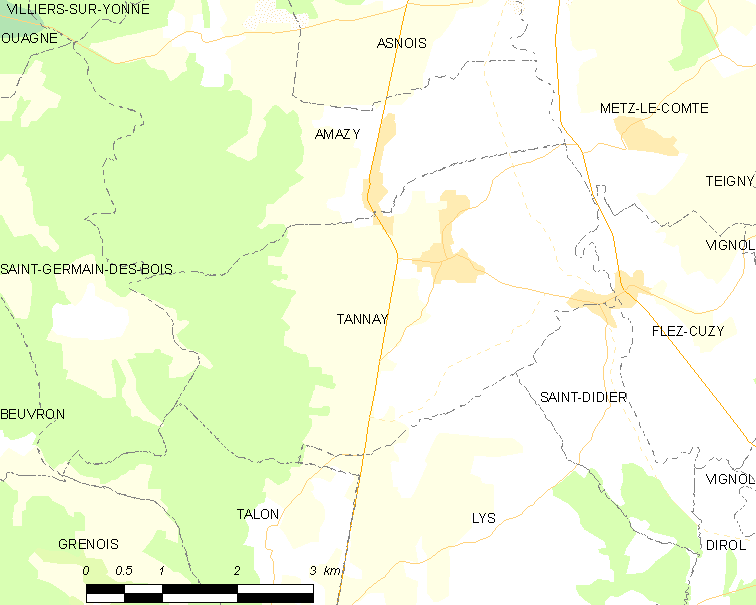
塔奈的OSM定位图

## 行政
塔奈的邮政编码为58190，INSEE市镇编码为58286。

## 政治
塔奈所属的省级选区为克拉姆西县。

## 人口

1962-2008年间塔奈人口变化图示

塔奈于2022年1月1日时的人口数量为546人。